# هنري يختونين
هنري يختونين (بالفنلندية: Henri Lehtonen)‏ (28 يوليو 1980 بتوركو في فنلندا - ) هو لاعب كرة الصالات ‏ ولاعب كرة قدم فنلندي في مركز الدفاع. لعب مع إنتر توركو وVG-62 ‏.

## وصلات خارجية
- هنري يختونين على موقع قاعدة بيانات كرة القدم.إي يو (الإنجليزية)